# 총 각운동량 양자수
양자역학에서 총 각운동량 양자수(total angular momentum quantum number)는 주어진 입자의 궤도각운동량과 본질적인 각운동량(스핀)을 더한, 총 각운동량을 나타내는 양자수이다.
만약 s가 입자의 스핀 각운동량이고 ℓ이 궤도각운동량 벡터이면 총 각운동량 j는 다음과 같다.
{\displaystyle \mathbf {j} =\mathbf {s} +{\boldsymbol {\ell }}}

이때 가능한 총 각운동량 양자수 j 는{\displaystyle \mathbf {j} =|\mathbf {s} +{\boldsymbol {\ell }}|,|\mathbf {s} +{\boldsymbol {\ell }}-1|,...,|\mathbf {s} -{\boldsymbol {\ell }}|} 이 될 수 있다.

## 같이 보기
- 주 양자수
- 자기 양자수
- 스핀 양자수